# Drosophila luisserrai
Drosophila luisserrai är en tvåvingeart som beskrevs av Vilela och Gerhard Bächli 2002. Drosophila luisserrai ingår i släktet Drosophila och familjen daggflugor.
Artens utbredningsområde är Washington.